# 土井直作

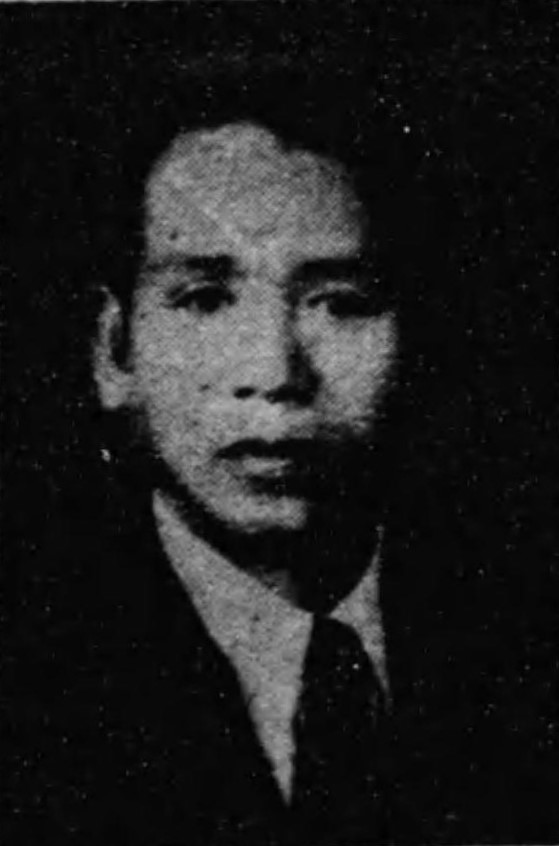
土井直作

土井 直作（どい なおさく、1900年（明治33年）11月1日 - 1967年（昭和42年）6月26日）は、大正・昭和期の労働運動家、政治家。衆議院議員。

## 経歴
石川県鳳至郡剱地村（門前町剱地を経て現輪島市門前町剱地）で、土井太郎、ユウ夫妻の三男として生まれる。1915年（大正4年）小学校を卒業し足尾銅山で働く。1919年（大正8年）に上京して芝浦製作所（現東芝）に入社し電気工として務め、友愛会芝浦支部に加わり、1920年の芝浦争議に参加して解雇された。1922年（大正11年）日本労働学校を卒業した。
1925年（大正14年）日本労働総同盟（総同盟）調査部員、1928年（昭和3年）から総同盟調査委員に就任し、1940年（昭和15年）の組織解散まで各地の労働争議を指導した。1926年（大正15年）社会民衆党の結成に加わり、川崎支部書記長、神奈川県連合会執行委員、中央執行委員を務めた。1932年（昭和7年）から1945年まで神奈川県会議員（3期）、川崎市会議員（2期）に在任し、大政翼賛会神奈川県支部参与なども務めた。
1945年に日本社会党の結党に加わり、1946年（昭和21年）松岡駒吉らと日本労働組合総同盟（総同盟）の再建に尽力し、総同盟中央執行委員、神奈川県連合会副会長、同会長などを務めた。
1946（昭和21年）4月の第22回衆議院議員総選挙に神奈川県選挙区から社会党公認で出馬して初当選。以後、神奈川県第2区で第23回から第26回総選挙まで連続して再選されたが、1955年（昭和30年）2月の第27回総選挙では次点で落選。1958年（昭和33年）5月の第28回総選挙で再選され、衆議院議員に通算6期在任した。この間、片山内閣・労働政務次官、衆議院通信委員長、社会党中央執行委員、同宣伝部長、同選挙対策部長、同統制委員長、神奈川県連合会長などを務めた。1960年（昭和35年）民主社会党（民社党）の結党に加わり同党顧問に就任。その後、第29回、第30回総選挙に立候補したが、いずれも次点で落選した。
その他、横浜地方裁判所借地借家調停委員、同金銭債務調停委員、同商事調停委員、同人事調停委員などを務めた。